# Комплексна механізація гірничого виробництва

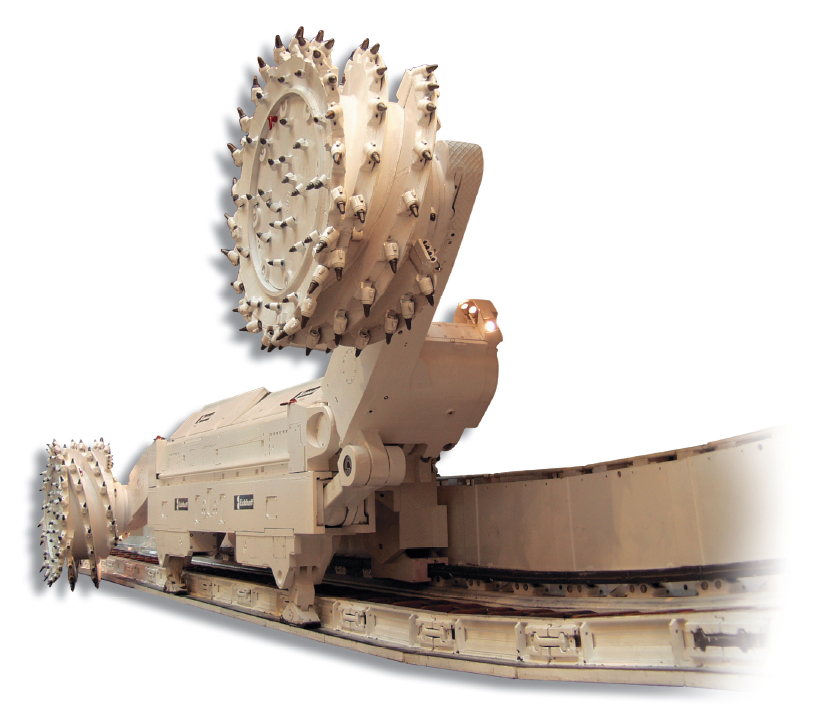
Видобувний гірничий комбайн

Комплексна механізація гірничого виробництва (рос. комплексная механизация горного производства, англ. complete mechanization of mining,  full mechanization of mining,  integrated mechanization; нім. Komplexmechanisierung f des Bergbaubetriebes) — оснащення гірничих робіт (з видобутку корисних копалин, проведенню виробок і т. ін.) комплектами індивідуальних і комбінованих взаємопов'язаних основними параметрами гірничих машин і механізмів.
Ручна праця при К.м. може зберегтися на окр. нетрудомістких операціях, механізація яких не має істот. значення для полегшення праці і економічно недоцільна. Перспективи розвитку К.м. на гірничих підприємствах пов'язані з створенням високопродуктивних і надійних комплексів гірничих машин для широкого спектра гірничо-геологічних умов, в тому числі підземних роботах для очисних вибоїв на тонких (менше 0,8 м) пологих пластах, тонких і потужних крутих пластах, пластах з важкокерованими покрівлями, небезпечних по раптових викидах вугілля і газу та ін., з використанням ЕОМ для вибору оптималь-ного режиму роботи в умовах, які постійно змінюються.
Вперше К.м. в гічнич. виробництві почали впроваджуватися на відкритих розробках.
В 20-30-х рр. XX ст. відповідні засоби з'явилися на вугільних кар'єрах Німеччини.
У 40-50-х рр. — на кар'єрах України.